# 332 v. Chr.
Portal Geschichte | Portal Biografien | Aktuelle Ereignisse | Jahreskalender | Tagesartikel

◄ |
5. Jahrhundert v. Chr. |
4. Jahrhundert v. Chr. |
3. Jahrhundert v. Chr. |
►

◄ | 350er v. Chr. | 340er v. Chr. | 330er v. Chr. | 320er v. Chr. |
310er v. Chr. |
►

◄◄ | ◄ | 335 v. Chr. | 334 v. Chr. | 333 v. Chr. | 332 v. Chr. |
331 v. Chr. |
330 v. Chr. |
329 v. Chr. |
► |
►►

## Ereignisse

### Alexanderzug und -reich
- Januar bis August: Belagerung von Tyros: Die Armee Alexanders des Großen belagert Tyros und nimmt die Stadt nach einem halben Jahr ein, die Bewohner werden getötet (2000 Bewohner werden gekreuzigt) bzw. in die Sklaverei verkauft. Die übrigen phönizischen Städte ergeben sich weitgehend kampflos.
- Ein Friedensangebot des persischen Königs Dareios III., in dem er Alexander die Herrschaft westlich des Euphrats anbietet, lehnt dieser ab.
- Alexander der Große erobert Gaza nach dreimonatiger Belagerung. Auch das übrige Palästina gerät unter makedonische Herrschaft.
- Kampflose Einnahme Ägyptens durch Alexander den Großen
- Die lokalen Herrscher Zyperns, bisher den Persern untertan, laufen zu Alexander dem Großen über.
- Erhebung der Thraker gegen die makedonische Herrschaft. Antipatros, der während des Alexanderzuges Regent im europäischen Teil des Alexanderreiches ist, schlägt die Rebellion nieder.
- Während des thrakischen Aufstands beginnt auch Sparta, der einzige griechische Staat, der sich nicht dem Korinthischen Bund angeschlossen hatte, eine Erhebung gegen die Makedonier. Dem spartanischen König Agis III. gelingt es, Kreta zu besetzen und Elis, sowie die meisten Städte Arkadiens und Achaias als Bündnispartner zu gewinnen.

## Gestorben
- Admetos, makedonischer Offizier Alexanders des Großen
- Andromachos, Statthalter Alexanders des Großen
- Antiphanes, griechischer Komödiendichter (* 408 v. Chr.)
- Amyntas, makedonischer Adliger und Söldnerführer

- 332 oder 331 v. Chr.: Pnytagoras, König des Stadtstaates Salamis auf Zypern